# Gairn
Der Gairn ist ein Fluss in der schottischen Council Area Aberdeenshire. Er entspringt in den östlichen Grampians an der Ostflanke des Ben Avon.
Zunächst fließt der Gairn in südöstlicher Richtung und nimmt nach etwa drei Kilometern zwei Gebirgsbäche auf. Er folgt dem Tal Glengairn sechs Kilometer nach Nordosten und fließt dann für etwa 17 km in östlicher Richtung. Zuletzt dreht der Gairn sukzessive nach Südosten ab, fließt bei Bridge of Gairn unter der A93 hindurch und mündet schließlich etwa 3,5 km nordwestlich von Ballater in den Dee.
Auf seinem gesamten Lauf von 32 km Länge überwindet der Gairn einen Höhenunterschied von etwa 855 m.

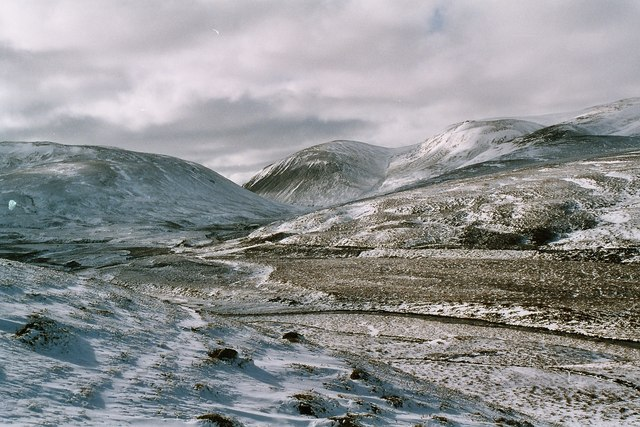
Oberlauf des Gairn
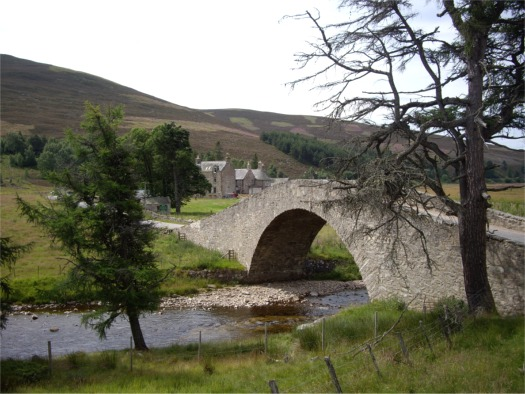
Brücke über den Gairn